# Мамба вузькоголова
Мамба вузькоголова (Dendroaspis angusticeps) — отруйна змія з роду Мамба родини Аспідові. Інша назва «східна зелена мамба».

## Опис
Загальна довжина коливається від 1,8 до 2,5 м. Спостерігається статевий диморфізм — самці більші за самиць. Голова витягнута, стиснута з боків. Зіниці округлі. Тулуб стрункий й досить тонкий. Забарвлення тулуба як у молодих, так і у дорослих особин зелене із жовтуватими краями лусочок, черево — зеленувато-жовтого кольору.

## Спосіб життя
Полюбляє щільну лісисту місцину, чагарники. Зустрічається на висоті до 1700 м над рівнем моря. Більшу частину життя проводить на деревах. Зазвичай активна вдень, хоч зустрічається і вночі. Живиться хамелеонами, птахами, дрібними ссавцями, земноводними.
Це яйцекладна змія. Самиця відкладає 6—17 яєць.
Дуже агресивна, отрута цієї змії досить небезпечна для людини.

## Розповсюдження
Мешкає від Кенії до Наталя (Південно-Африканська Республіка) та на острові Занзібар.